# Menelik I.
Nach der äthiopischen Legende des Kebra Negest ist Menelik der Sohn von König Salomon und der Königin von Saba und gründete angeblich 980 v. Chr. das Kaiserreich Abessinien.

## Leben
Menelik soll in Äthiopien geboren worden sein. In seinem zwanzigsten Lebensjahr soll er seinen Vater in Jerusalem besucht haben. Der Legende zufolge war sein eigentlicher Geburtsname Bäynä Ləhkəm (von Arabisch Ibn Hakim, übersetzt „Sohn des weisen Mannes“); der Name Menelik leitet sich vom Ausruf Salomons beim ersten Anblick seines Sohnes ab und bedeutet auf Amharisch „Wie kommst du hierher?“
Nach einer Weile am Hofe von Salomon klagten die Ältesten darüber, dass Salomon ihm zu viel Gunst erweise. Menelik solle nach Äthiopien zurückgeschickt werden. Salomon akzeptierte die Entscheidung der Ältesten unter der Bedingung, dass alle erstgeborenen Söhne der Ältesten als Begleitung mitgingen. Der Erstgeborene des Hohepriesters von Israel, Acarius, soll dabei die Bundeslade aus dem Allerheiligsten im Tempel gestohlen und mitgenommen haben. Als Menelik von der Tat erfuhr, entschied er, dass die Lade mit nach Äthiopien genommen werden solle. Zurück in seiner Heimat wurde Menelik der Legende nach als Menelik I. zum ersten Kaiser von Abessinien gekrönt. Seine Regentschaft soll von 975 bis 950 v. Chr. gedauert haben.

## Salomonische Dynastie
Die Salomonische Dynastie führt ihren Ursprung auf Menelik I. zurück. Entsprechend hieß es in der äthiopischen Verfassung von 1955:

„Die kaiserliche Würde soll beständig verbunden bleiben mit der Linie …, (welche) ohne Unterbrechung abstammt von der Dynastie Meneliks I., des Sohnes der Königin von Äthiopien, der Königin von Saba, und des Königs Salomon von Jerusalem.“